# 川根町身成
川根町身成（かわねちょうみなり）は静岡県島田市の大字。

## 地理
島田市の北部、川根地区の南部に位置する。東で伊久美及び川根町上河内、西で川根町家山及び川根町抜里、南で身成、北で川根町笹間渡と接する。

### 河川
- 大井川
- 身成川

### 字一覧
- 一色（いっしき）
- 北（きた）
- 久奈平（くなだいら）
- 渡島（どじま）
- 中河内（なかごうち）
- 原八坂（はらやさか）
- 堀之内（ほりのうち）

## 歴史

### 沿革
- 1889年（明治22年）4月1日 - 町村制の施行により、志太郡身成村が周辺の村と合併する。志太郡伊久身村となる[WEB 6]。旧村名は伊久身村の大字として残る[WEB 7]。
- 1955年（昭和30年）
  - 1月1日 – 身成の一部と笹間渡の全域が下川根村に編入される。
  - 4月1日 – 町制施行を行い、川根町となる。
- 2008年（平成20年）4月1日 – 川根町が島田市に編入される。住所表記が島田市川根町身成に変更となる。

## 施設
- 島田市立川根中学校
- 島田市川根体育館
- 静岡市消防局島田消防署川根南出張所
- JAおおいがわ川根南支店
- ウエルシア島田川根店
- コメリハード&グリーン川根店
- DCMアットホーム川根店
- セブン-イレブン島田川根町店
- apollostation身成SS（有限会社身成石油が運営）
- 身成大井神社
- 西ノ宮神社

## 交通

### バス
- 島田市コミュニティバス
  - 川根温泉線：（島田駅 方面 - ）渡島橋 - デイサービスセンター前 - ウエルシア前（ - 川根町家山内区間 - ）ウエルシア前 - 川根中学校入口 - 身成北（ - 川根温泉ホテル 方面）
  - 笹間渡笹間線：（家山駅前 方面 - ）ウエルシア前 - デイサービスセンター前 - 身成北（ - 日掛 方面）

### 道路
- 静岡県道63号藤枝天竜線
- 静岡県道64号島田川根線

## その他

### 学区
小学校・中学校の学区は以下の通りである。
| 番・番地等 | 小学校             | 中学校             |
| ---------- | ------------------ | ------------------ |
| 全域       | 島田市立川根小学校 | 島田市立川根中学校 |

### 警察
警察の管轄区域は以下の通りである。
| 番・番地等 | 警察署     | 交番・駐在所 |
| ---------- | ---------- | ------------ |
| 全域       | 島田警察署 | 川根町交番   |

### WEB
1. ↑  “h02_22.csv”.   総務省 (2022年2月10日). 2025年7月17日閲覧。
2. ↑  “静岡県島田市 (22209)”.   人文学オープンデータ共同利用センター. 2025年7月17日閲覧。
3. ↑  “静岡県 > 島田市の郵便番号一覧 - 日本郵便株式会社”.   日本郵便. 2025年7月17日閲覧。
4. ↑  “市外局番の一覧”.   総務省 (2022年3月1日). 2025年7月17日閲覧。
5. ↑  “事業所案内及び管轄地域（事務所3件、分室3件）”.   一般社団法人静岡県自動車会議所. 2025年7月17日閲覧。
6. ↑  “historyofcities.pdf”.   静岡県総務部合併推進室・財団法人静岡県市町村振興協会. 2025年7月17日閲覧。
7. ↑  “解説ページ”.   株式会社エア. 2025年7月17日閲覧。
8. ↑  “学区一覧 - 島田市公式ホームページ”.   島田市 (2024年4月1日). 2025年7月17日閲覧。
9. ↑  “川根町交番｜静岡県警察”.   静岡県警察 (2023年7月18日). 2025年7月17日閲覧。